# Superfast Ferries

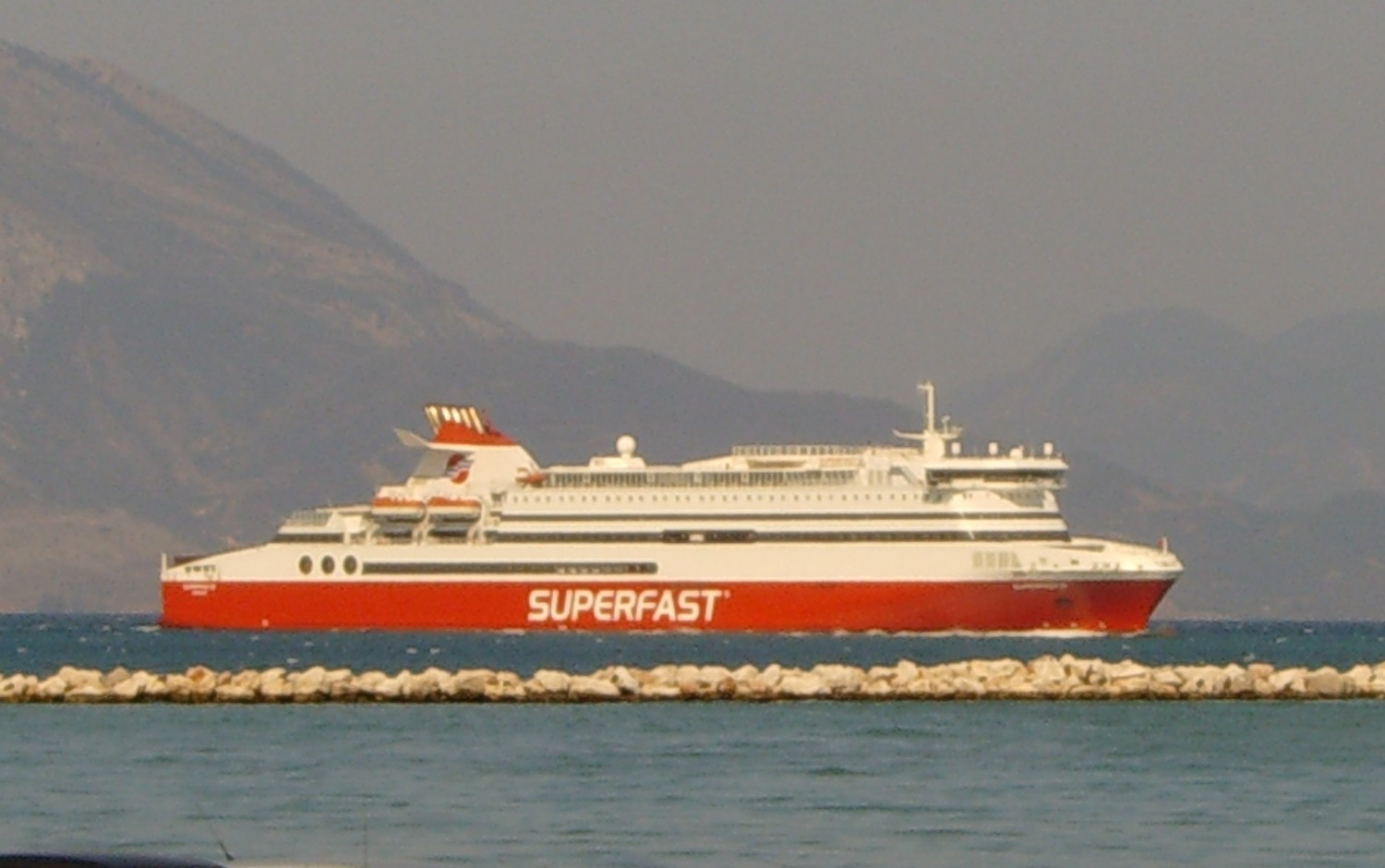
Een ferryboot van Superfast bij Patras

Superfast Ferries is een Griekse rederij. Samen met Blue Star Ferries maakt zij onderdeel uit van de Attica Enterprises S.A.-groep, die genoteerd is aan de Effectenbeurs van Athene. Het bedrijf is in 1995 opgericht. Superfast verzorgt veerdiensten voor passagiers en auto's op de Italië-Griekenlandroute en naar de Griekse eilanden. Het bedrijf vormt op de lijnen Patras–Igoumenitsa–Ancona en Piraeus–Iraklion een joint venture met ANEK Lines. Gedurende 2002-2006 was Superfast ook actief op de Noordzee, met twee schepen op de verbinding tussen Rosyth (Schotland) en Zeebrugge. Van 2006 tot 2008 nam zustermaatschappij Blue Star Ferries met één schip deze lijn over.